# SVO Germaringen
Der SVO Germaringen (Sportverein Olympia Germaringen e. V.) ist ein Sportverein aus der schwäbischen Gemeinde Germaringen im Ostallgäu. Er besteht aus 9 Abteilungen und 2 Sportgruppen.
Die Fußballer qualifizierten sich in der Vergangenheit dreimal für die Hauptrunde des DFB-Pokals.

## Geschichte
1930 gründeten 32 Fußballfreunde die Spielvereinigung Obergermaringen, die bereits im Gründungsjahr einen lokalen Pokalsieg erringen konnte. Zu Beginn des Zweiten Weltkriegs wurde der Spielbetrieb der Herrenmannschaft eingestellt.
1946 nahm der Verein, verstärkt durch Heimatvertriebene, wieder am Ligabetrieb teil und errang 1949 die Meisterschaft in der 2. Bezirksliga.
Von 1956 bis 1971 spielte der Verein in der A-Klasse. In diese Zeit fielen mehrere Umbauten bei den Sportstätten.
Ab 1970 begann die erfolgreiche Zeit des SVO. Nach der Meisterschaft der A-Klasse 1971 gelang 1972 der Durchmarsch in die Landesliga. Der Landesliga Süd, damals vierthöchste Spielklasse im deutschen Ligasystem, gehörte der Verein für insgesamt 10 Jahre an.
1976 qualifizierte sich der Verein erstmals für den DFB-Pokal. Nach einem 9:0-Sieg am 8. August 1976 in der 1. Hauptrunde vor heimischer Kulisse gegen den VfR Laboe scheiterte die Mannschaft in Runde 2 auswärts beim Bundesligisten Arminia Bielefeld mit 0:6 vor knapp 3.500 Zuschauern.
Noch weitere zweimal durfte sich der SVO im DFB-Pokal messen, scheiterten aber beide Male bereits in der 1. Hauptrunde: 1978/79 (1:7 zuhause gegen Zweitligist VfR Bürstadt) und 1982/83 (ebenfalls vor heimischer Kulisse gegen den westfälischen Oberligisten Hammer SpVg, 1:2).

## Andere Abteilungen
Lange Zeit blieb der Verein ein reiner Fußballverein. Nach dem Zweiten Weltkrieg kam es zu Gründungen verschiedener Abteilungen, und der Verein wandelte sich zu einem Breiten- und Familiensportverein. Mit ca. 700 Mitgliedern bildet der Fußball allerdings nach wie vor die bedeutendste Abteilung. Sie hat 3 Senioren- und 14 Jugendmannschaften in ihrer Abteilung integriert.
- 1976: Tennis. Die Abteilung stellt fünf Mannschaften im aktuellen Spielbetrieb
- 1978: Eisstock
- 1982: Tae Kwon Do.
- 1983: Kinderturnen
- 1988: Kyudo. Bie Kyudomannschaften nehmen am Wettkampfbetrieb der Bundesliga teil.
- 2001: Korbball mit Turnsport
- 2009: Karate. Die Karateabteilung nimmt als Karate Dojo Germaringen an bayerischen Meisterschaften teil.
- 2016: Garde. Gardegründung bereits 1971, Minigardegründung 1999.
- 2017: Sportgruppe SVO-aktiv (Gesundheitssport in Zusammenarbeit mit den Krankenkassen).
- 2019: Sportgruppe Reha-Sport (Rehabilitationssport aufgrund ärztlicher Verordnung)
- 2024: Aikido (Aikido und Masakatsu Bojutsu)

## Bekannte Namen

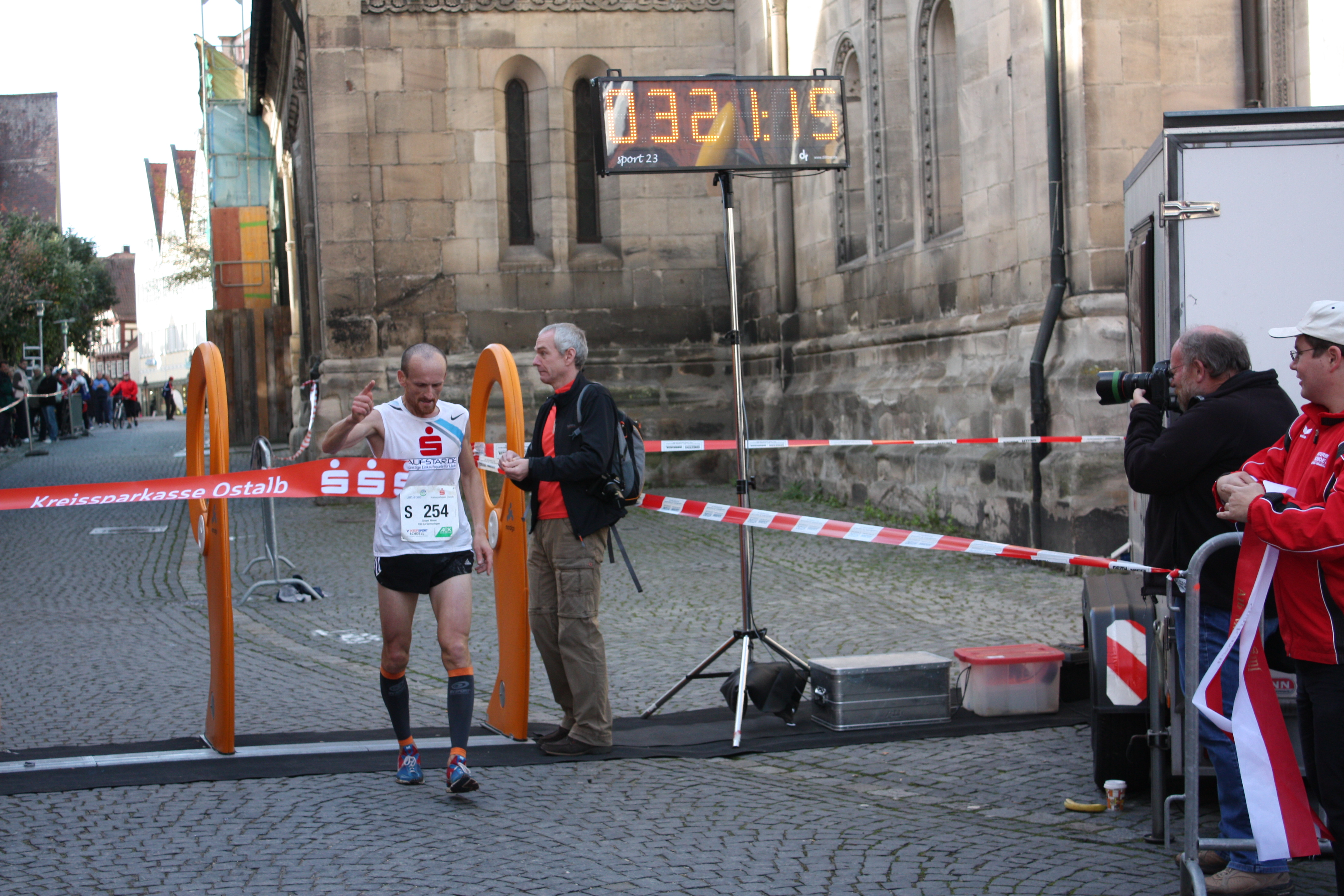
Jürgen Wieser beim Gewinn seines 10. Titels im Albmarathon 2009 in Schwäbisch Gmünd

- Jürgen Wieser, elffacher Sieger des Albmarathons, startete bis 2010 für die SVO.